# Armindo Avelino de Santana
Armindo Avelino de Santana, conhecido como Biriba, (Salvador, 10 de outubro de 1938 —Salvador, 25 de outubro de 2006) foi um futebolista brasileiro que atuava como atacante. Jogou durante toda a carreira no Bahia, tornando-se o décimo maior artilheiro da história do clube, com 113 gols. Fez dupla de ataque marcante com Marito, e juntos conquistaram o Campeonato Brasileiro de 1959, contra o Santos de Pelé, quando Biriba fez um gol no primeiro jogo da final. Ele deixou o clube em 1968 e  faleceu em 2006, após sofrer quatro paradas cardíacas.

## Títulos
Bahia
- Campeonato Brasileiro: 1959
- Campeonato Baiano: 1958, 1959, 1960, 1961, 1962 e 1967